# Henri Sengre
Henri Sengre (* um 1632 wahrscheinlich in Worms; † um 1712 wahrscheinlich in Frankreich) war ein französischer Militärkartograph, der in Frankreichs Diensten topographische Karten von den Rheingebieten geschaffen hat.
Sein Wirken fiel in die Zeit der Reunionskriege (1667–1697), durch deren Anforderungen die ohnehin schon hochstehende französische Militärkartographie noch einen weiteren großen Aufschwung nahm, an dem auch er einen Anteil gehabt hat. Seine Darstellung in der Art des großen Kriegstheaters (Theatrum belli) haben damals inn- und ausländische Kartographen zum Vorbild für ihre eigenen Arbeiten genommen.
Ursprünglich scheint Henri Sengre Deutscher gewesen zu sein und aus Worms zu kommen. Das lässt sich etwas aus seiner guten Rechtschreibung der deutschen topographischen Namen, womit französische Kartographen immer Schwierigkeiten gehabt haben, herleiten und auch aus der wechselnden Signierung auf seinen Karten mit Sengher, Senghre oder Sengre. Dazu gibt es für Henri Sengres Beziehung zu Worms noch einen weiteren recht guten Beweis: Im Text einer Karte (Nouvelle Carte tres utile pour les Gens de Guerre) des französischen Geographen Jean Baptiste Liébaux (1673–1744) von 1724 wird er als Henri Sangher de Worms benannt.

## Betätigungsfelder

Oberrheinisches Kriegstheatrum: Die große Übersichtskarte des Oberrheingebietes von Henri Sengre in der Fassung von 1692

Ab 1667 etwa hat Henri Sengre im Dienste des Duc de Bourbon, des Großen Condé, Kartographien von den Rheingebieten geschaffen. Dafür verwandte er ältere Vorlagen aus den französischen Militärarchiven und auch eigene Kartierungen, die er, oft wohl im Gefolge französischer Heerführer wie dem Marschall Turenne, in den aufzunehmenden Gebieten selbst durchgeführt hat. Im Laufe der Zeit entstanden so eine Reihe von Kartenwerken, aus der eines besonders hervorsticht: die große Übersichtskarte des Oberrheingebietes, die aus acht Blättern zusammengesetzt ist und als Oberrheinisches Kriegstheatrum bezeichnet wird. Die Karte misst etwa 158 × 85 cm und ist besser (wie auch alle anderen Karten von Sengre) in der Beschriftung und topographischen Darstellung als ihre Vorgänger. Sie wurde 1692 von dem französischen Kartographen und Verleger Alexis Hubert Jaillot (1632–1712) in Paris herausgebracht; wahrscheinlich hat es weitaus frühere Veröffentlichungen gegeben, die aber wohl alle verschollen sind. (Diese Kriegstheater-Karte von Sengre ist danach von vielen anderen Kartographen für ihre eigenen Arbeiten mehr oder weniger kopiert worden, am nachhaltigsten von Guillaume Delisle (1675–1726) für seine Rheinkarte Cours du Rhin depuis Bale jusqu’a Bonne aus dem Jahre 1704.) An weiteren Kartenwerken des Oberrheingebietes von Henri Sengre sind noch nachgewiesen: eine Elsaßkarte in vier Blättern, eine Breisgau- und Schwarzwaldkarte, die verloren gegangen sind, eine Karte der Schlacht bei Sinsheim, eine Karte der Umgebung von Straßburg, eine Übersichtskarte Westdeutschlands in drei Blättern und eine Karte des Raumes zwischen Baden-Baden und Frankfurt in zwei Blättern.